# Латвия на летних Олимпийских играх 2008
Латвия принимала участие в Летних Олимпийских играх 2008 года в Пекине (КНР), и завоевала одну золотую, одну серебряную и одну бронзовую медали.

## Медалисты
| Медаль  | Спортсмен        | Вид спорта       | Дисциплина             |
| ------- | ---------------- | ---------------- | ---------------------- |
| Золото  | Марис Штромбергс | Велоспорт        | Мужчины, ВМХ           |
| Серебро | Айнарс Ковалс    | Лёгкая атлетика  | Мужчины, метание копья |
| Бронза  | Виктор Щербатых  | Тяжёлая атлетика | Мужчины, свыше 105 кг  |